# Matias Ghansah
Jay Matias Ghansah, född 27 augusti 1974 i Kulladals församling i Malmö, är en svensk före detta friidrottsutövare(löpning och längdhopp). Han blev Stor grabb nummer 452 i friidrott år 2001.
Ghansah tävlade för Malmö AI. Han sågs tidigt som ett underbarn och noterade redan som sextonåring svenskt rekord i längdhopp med 7,95 (ett rekord han förlorade en månad senare). Skador och ett stökigt leverne utanför idrotten störde emellertid karriären, bland annat hade Ghansah spelproblem och nyttjade kokain extremt flitigt. Längdhoppandet lade Ghansah ned och lyckades i 1990-talets mitt istället etablera sig som en av Sveriges främsta 100 meterslöpare. Han vann bland annat SM på 100 meter år 1995. Samma år var han också med vid VM i Göteborg där han blev utslagen i försöken på 100 meter.
Ghansah är ännu 2007 svensk rekordinnehavare på 4x100 meter för klubblag med Malmö AI.

## Karriär
Den 21 juni 1991 förbättrade Ghansah Ulf Jarfelts svenska rekord i längdhopp från 1978 (7,94) genom att i Belfast hoppa 7,95. Han fick behålla rekordet i en dryg månad tills den 27 juli då Germund Johansson övertog det med ett hopp på 7,98.
1995 vann Ghansah SM på 100 meter med 10,32. Detta resultat gjorde honom även till Sverige-etta detta år. Vid VM i Göteborg deltog han i det svenska korta stafettlaget som tog sig till final på 4x100 meter men där diskvaificerades (de andra i laget var Peter Karlsson, Lars Hedner och Tobias Karlsson).
Även år 2000 lyckades Ghansah bli Sverige-etta på 100 meter, nu på 10,52.

## Rekord

### Svenska rekord
- Längdhopp: 7,95 m (Belfast, Storbritannien 21 juni 1991) [7]
- 4x100 meter för klubblag: 39,35 (Malmö AI: Wennolf, Ghansah, Hedner och Leandersson), Uddevalla, 18 juni 1994[8]

### Personliga rekord
| Utomhus - 100 meter – 10,32 (Villeneuve-d'Ascq, Frankrike 24 juni 1995) - 200 meter – 21,68 (Ludvika 27 juni 2000) - Längdhopp – 7,95 (Belfast, Storbritannien 21 juni 1991) | Inomhus - 60 meter – 6,77 (Malmö 23 januari 1999) |